# Jorge Nocedal
Jorge Nocedal (Ciudad de México, 1952) es un matemático, informático y profesor mexicano. Se desempeña como profesor en la Universidad del Noroeste, quien en 2017 recibió el Premio de Teoría John Von Neumann. Fue elegido miembro de la Academia Nacional de Ingeniería en 2020.
Nocedal se especializa en optimización no lineal, tanto en el entorno determinista como estocástico. La motivación de su actual investigación algorítmica y teórica proviene de aplicaciones en reconocimiento de imagen y voz, sistemas de recomendación y motores de búsqueda. En el pasado, también ha trabajado en problemas de equilibrio con aplicación en robótica, tráfico y juegos, aplicaciones de optimización en finanzas, así como optimización restringida por PDE.

## Biografía
Nocedal nació y creció en México. Obtuvo un B.Sc. en física de la Universidad Nacional Autónoma de México en 1974. De 1974 a 1978, Nocedal estudió en la Universidad Rice donde obtuvo un doctorado en ciencias matemáticas bajo la supervisión de Richard A. Tapia. Antes de unirse a la Universidad del Noroeste en 1983, Nocedal pasó tres años (1978-1981) como profesor asistente en la Universidad Nacional Autónoma de México y dos años (1981-1983) como asistente de investigación en el Instituto Courant de Ciencias Matemáticas de la Universidad de Nueva York. Nocedal se unió al departamento de Ingeniería Eléctrica y Ciencias de la Computación de la Universidad del Noroeste en 1983. Ocupó este cargo hasta 2012, antes de unirse al departamento de Ingeniería Industrial y Ciencias de la Administración, donde se desempeñó como profesor y presidente de David y Karen Sachs de 2013 a 2017.

## Contribuciones
Nocedal es bien conocido por su investigación en optimización no lineal, particularmente por su trabajo en L-BFGS y su libro de texto Numerical Optimization.
En 2001, cofundó Ziena Optimization Inc. y codesarrolló el paquete de software KNITRO. Fue científico jefe de Ziena Optimization Inc. de 2002 a 2012 antes de que Artelys comprara la empresa en 2015.

## Premios y honores
Nocedal ha ganado numerosos premios en los campos de la optimización no lineal, las matemáticas aplicadas y la investigación de operaciones. En 1998, fue el orador invitado al Congreso Internacional de Matemáticos en Berlín. Fue nombrado Investigador ISI Altamente Citado en 2004. Recibió el Premio George B. Dantzig en 2012 y el Premio Charles Broyden en 2009. También fue nombrado SIAM Fellow en 2010. En 2017 recibió el Premio de Teoría John von Neumann. Nocedal fue elegido miembro de la Academia Nacional de Ingeniería en 2020 por sus contribuciones a la teoría, diseño e implementación de algoritmos de optimización y software de aprendizaje automático.